# Karl Mittell (Schauspieler)
Karl Mittell (* 4. Oktober 1800 in Wien; † 26. Dezember 1873) war ein österreichischer Theaterschauspieler.

## Leben
Über Mittells Leben ist nicht viel bekannt. Er war Mitglied des Hofburgtheaters von 1825 bis 1850. Sein Vater war der Theaterschauspieler Peter Mittell, sein Sohn war der Theaterschauspieler Karl Josef Mittell.